# Oligoryzomys rupestris
Oligoryzomys rupestris (Коліларго рупестренський) — вид гризунів з родини Хом'якові (Cricetidae).

## Проживання
Цей вид відомий тільки з двох пунктів від Кампо Рупестре, Бразилія у висотному серрадо.

## Поведінка
Кістки були присутні в індіанських кухнях, отже, можливо, ці гризуни були досить поширеними.

## Загрози та охорона
Немає великих загроз у цей час. Цей вид зустрічається в охоронюваних територіях ісп. Chapada dos Veadeiros і ісп. Chapada Diamantinha.